# Anas andium
Anas andium là một loài chim trong họ Vịt.